# 51-й кинофестиваль в Сан-Себастьяне
51-й кинофестиваль в Сан-Себастьяне проходил с 17 по 27 сентября 2003 года в Сан-Себастьяне (Страна Басков, Испания).

## Жюри
- Эктор Бабенко ( Бразилия), кинорежиссёр.
- Аль Кларк ( Великобритания), продюсер.
- Акакиу ди Алмейда ( Португалия), кинооператор.
- Хью Хадсон ( Великобритания), кинорежиссёр.
- Сильвия Мунт ( Испания), актриса.
- Бюль Ожье ( Франция), актриса.

## Фильмы фестиваля

### Официальный конкурс
- «Охота на Веронику», реж. Джоэл Шумахер, ( США,  Ирландия,  Великобритания)
- «Наследство», реж. Пер Флю ( Дания,  Швеция,  Норвегия,  Великобритания)
- «Девушка с жемчужной серёжкой», реж. Питер Веббер ( Великобритания)
- «История Мари и Жюльена», реж. Жак Риветт ( Франция,  Италия)
- «Станционный смотритель», реж. Томас Маккарти ( США)
- «В городе», реж. Сеск Гай ( Испания)
- «Возьми мои глаза», реж. Исиар Больяин ( Испания)
- «Воспоминания об убийстве», реж. Пон Чжун Хо ( Республика Корея)
- «Красный закат», реж. Эдгардо Козаринский ( Франция,  Испания)
- «Новые сказки братьев Гримм», реж. Алекс ван Вармердам ( Нидерланды)
- «Взгляд», реж. Франсиско Хосе Ломбарди ( Перу)
- «Ноябрь», реж. Ачеро Маньяс ( Испания)
- «Дорога в облака», реж. Висенте Аморим ( Бразилия)
- «СуперТекс», реж. Ян Шутте ( Германия,  Нидерланды)
- «Гаванская сюита», реж. Фернандо Перес ( Куба)

## Лауреаты

### Официальные премии
- Золотая раковина: «Когда страшно стрелять», реж. Дито Цинцадзе.
- Специальный приз жюри: «Станционный смотритель», реж. Томас Маккарти.
- Серебряная раковина лучшему режиссёру: Пон Чжун Хо («Воспоминания об убийстве»).
- Серебряная раковина лучшей актрисе: Лайя Маруль («Возьми мои глаза»).
- Серебряная раковина лучшему актёру: Луис Тосар («Возьми мои глаза»).
- Приз жюри лучшему оператору : Эдуардо Серра («Девушка с жемчужной серёжкой»).
- Приз жюри за лучший сценарий : Пер Флю, Ким Леона, Могенс Руков и Дорт Хёг («Наследство»).

### Почётная награда — «Доностия» за вклад в кинематограф
- Роберт Дюваль
- Шон Пенн
- Изабель Юппер